# Imolese Calcio 1919
L'Imolese Calcio 1919, meglio nota come Imolese, è una società calcistica italiana con sede nel comune di Imola. Milita in Serie D, la quarta divisione del campionato italiano.
Costituita nel 2005 col nome di Imolese Calcio 1919 Società Sportiva Dilettantistica, dal 2008 è l'erede della tradizione sportiva iniziata nel 1919 con la fondazione dell'Imola Football Club, transitata attraverso vari cambi di denominazione e due fallimenti societari, ultimo dei quali quello dell'Associazione Calcio Imolese, al termine della stagione 2007-2008.
La società vanta quale maggior successo quindici partecipazioni al campionato di calcio di terza serie.

## Storia

### Le origini e i primi campionati
Il calcio nella città di Imola arrivò nel giugno del 1914, quando lo studente universitario Piero Toschi, dopo aver assistito a Genova a una partita tra le squadre nazionali di Italia e Svizzera, ne rimase entusiasmato a tal punto che, sulla via del ritorno, acquistò un pallone e lo portò con sé. Rientrato nella città natale, riuscì a convincere un gruppo di amici (i fratelli Rocchi, Ghislotti, Montorsi, Noè, Ottolini, Crosta, Rotelli, Masi, Costa, Tartaglia) a praticare il nuovo sport e improvvisò le prime partite nel prato antistante la Rocca, con equipaggiamento e vestiario adattati artigianalmente allo scopo.
L'esperimento messo in piedi da Toschi non ebbe però particolare seguito, sia per la sostanziale indifferenza della popolazione cittadina, sia per lo scoppio della prima guerra mondiale, che impose una battuta d'arresto a tutte le attività ludiche. A conflitto terminato, nel giugno 1919 lo stesso Toschi senza perdersi d'animo riunì gli amici superstiti (i fratelli Bizzi, Ciotti, Santandrea e Tamburini) presso la Birreria Passetti di via Aldrovandi, in cui venne stipulato l'atto fondativo dell'Imola Football Club, primo consorzio calcistico cittadino a carattere stabile, fin da subito identificato nei colori rosso-blu mutuati dallo stemma cittadino (dal quale venne ricavato anche il grifone quale simbolo sociale). Il capitale sociale venne raccolto mediante una colletta tra i soci fondatori e una successiva sottoscrizione pubblica; il primo campo di gioco fu approntato presso il civico tiro a segno, sulla riva sinistra del Santerno.
Le attività furono estemporanee fino al 1925, anno in cui l'Imola F.C. confluì nella polisportiva Unione Sportiva Imolese, attiva principalmente nella ginnastica, i cui membri avevano manifestato interesse ad impratichirsi con il nuovo gioco di squadra. Sotto le nuove insegne, la squadra si affiliò alla FIGC e si iscrisse alla Terza Divisione disputando la sua prima partita ufficiale, davanti a poche decine di spettatori, terminata con una sconfitta per 2-1 contro l'Aurora Bologna,. Il debutto nei campionati regolari spinse altresì la società a dotarsi di un più capiente campo di gioco presso il parco delle Acque Minerali.. La prima partita nel nuovo campo di gioco, un'amichevole con il Castel Bolognese, fu disputata il 4 gennaio 1926.
Con la promozione in Seconda Divisione nel 1929 dietro delibera del Direttorio Federale della F.I.G.C., nel 1934 la squadra rossoblù arrivò alle finali, superando in sequenza: Faenza, Castel Bolognese e il Modena sul campo neutro di Bologna, salendo così in Prima Divisione.

### Dagli anni quaranta agli anni novanta
Nel 1940 arrivò la prima promozione in Serie C, in cui i santernini rimasero (con la significativa parentesi della militanza nel Campionato Alta Italia 1944, de facto la massima serie) fino al 1947; seguirono poi alcune stagioni altalenanti, nelle quali si alternarono promozioni e retrocessioni. Successivamente, la squadra associò al nome Imolese l'antroponimo Francesco Zardi, alla memoria di un benemerito notaio imolese, vissuto sotto il Regno d’Italia napoleonico, sostenitore del progetto di unità nazionale.
L'Imolese, che nel 1963 mutò denominazione in Associazione Calcio Imola, riassegnata alla Promozione nel 1952, trascorse quindi circa diciassette anni tra i dilettanti: la Serie C venne riconquistata nel 1969 grazie alla vittoria del proprio girone di Serie D, riperdendola già nel 1972. Da quel momento, i rossoblù rimasero per un ventennio tra il Campionato Interregionale e le divisioni regionali emiliane dove iniziarono a far capolino le prime difficoltà finanziarie, che nella stagione 1989-1990 impedirono alla squadra del Santerno di risalire dalla massima divisione dilettantistica, pur avendo vinto il girone di competenza grazie allo spareggio contro il Gualdo. La società in tale frangente si riorganizzò e mutò denominazione in Associazione Sportiva Imola Calcio.

### Dagli anni novanta al terzo millennio
Negli anni immediatamente successivi arrivarono i primi trofei: nel 1992-1993 i rossoblù si aggiudicarono le fasi regionale e d'Eccellenza della Coppa Italia Dilettanti, arrivando a giocarsi anche la finale nazionale; la vittoria a livello regionale fu bissata anche l'annata seguente.
Nel campionato 1995-1996 vi fu una fugace riapparizione previo ripescaggio tra i professionisti, in Serie C2, risoltasi però con un'immediata retrocessione. La categoria fu riconquistata sul campo nel 1999 e venne mantenuta fino al 2005, anno nel quale l'Associazione Calcio Imolese (come si era ridenominata nel 1997) venne estromessa d'ufficio dal campionato per inadempienze economiche e re-iscritta in Eccellenza.
A questo punto l'allora sindaco Massimo Marchignoli si fece patrocinatore della fondazione di un nuovo sodalizio denominato Imolese Calcio 1919 Società Sportiva Dilettantistica, che si fece carico di riorganizzare il vivaio rossoblù, laddove molti tesserati avevano deciso di svincolarsi a fronte del crescente dissesto societario.
Nel 2008, dopo aver fatto un paio di stagioni d'altalena tra Promozione ed Eccellenza, l'A.C. Imolese venne definitivamente dichiarata fallita e l'Imolese Calcio 1919 S.S.D. ne rilevò il titolo sportivo, i tesserati e i diritti derivanti dall'anzianità di affiliazione alla FIGC, dando continuità alla tradizione sportiva cittadina.
Dopo alcuni anni all'insegna della stabilità, nel 2012-2013 la "nuova Imolese" passata sotto il controllo dell'ex calciatore Lorenzo Spagnoli vinse i play-off nazionali di Eccellenza battendo Giulianova e Sancolombano e risalendo in Serie D, poi, nella stagione 2017-2018, i rossoblù vinsero gli spareggi post-campionato e, grazie alla prelazione acquisita, vennero riammessi in Serie C.
Alla prova del ritorno nel professionismo la squadra divenuta semplicemente Imolese Calcio 1919 si è rivelata competitiva: guidata da mister Alessio Dionisi, ha disputato una stagione di alto livello e ha concluso al terzo posto nel girone B, accedendo per la prima volta nella sua storia ai play-off per la promozione in Serie B perdendo in semifinale contro il Piacenza.
Subito dopo la fine della stagione tuttavia la società comunica di non aver ricevuto il nullaosta per effettuare i lavori di adeguamento dell'impianto di illuminazione dello stadio Romeo Galli necessari per collimare con gli standard del calcio professionistico italiano da parte della società Area Blu, responsabile della gestione delle strutture sportive del comune di Imola: a fronte di ciò, la presidenza dell'Imolese minaccia di non rinnovare l'iscrizione della squadra alla terza serie. Il problema rientra il 21 giugno, tre giorni prima della scadenza per l'iscrizione, allorché la società annuncia di provvedere a proprie spese allo svolgimento dei lavori.
Durante la prima parte della stagione 2022-2023, in seguito a problemi finanziari e societari, il presidente Antonio De Sarlo (che era subentrato nel luglio del 2021) cede la gestione della società all'imprenditore Giuseppe Deni, già proprietario dell'Akragas. In seguito al passaggio di proprietà, cambiano anche alcune delle figure chiave del club, fra cui il presidente (Franco Coppa) e il vice-presidente (Gaetano Cutrufo). Inoltre, l'allenatore Mauro Antonioli viene esonerato, con Giuseppe Anastasi a prenderne il posto.

## Colori e simboli

### Colori
I colori dell'Imolese sono il rosso e il blu, mutuati dalla simbologi araldica del comune di Imola.
Varia è la disposizione che essi hanno assunto sulle maglie casalinghe della squadra: l'originaria Imola F.C. vestiva infatti maglie palate, ma nel corso dei decenni si è altresì fatto uso di soluzioni partite o con prevalenza di una tinta sull'altra (nella fattispecie blu, col rosso relegato a dettagli e finiture).
Il bianco è invece il colore dominante sulle maglie esterne, mentre i colori sociali vengono richiamati solo nelle finiture.
Vario è lo stile delle terze maglie, laddove ne è stato previsto l'utilizzo: in generale esse sono sostanzialmente monocrome e tra le tinte adottate sono segnalati il rosso, l'azzurro e il nero.

### Simboli ufficiali
Storicamente legato alla squadra è il simbolo del grifo rampante aureo (incoronato e brandente una spada nella zampa destra), che campeggia nello stemma araldico di Imola

#### Stemma

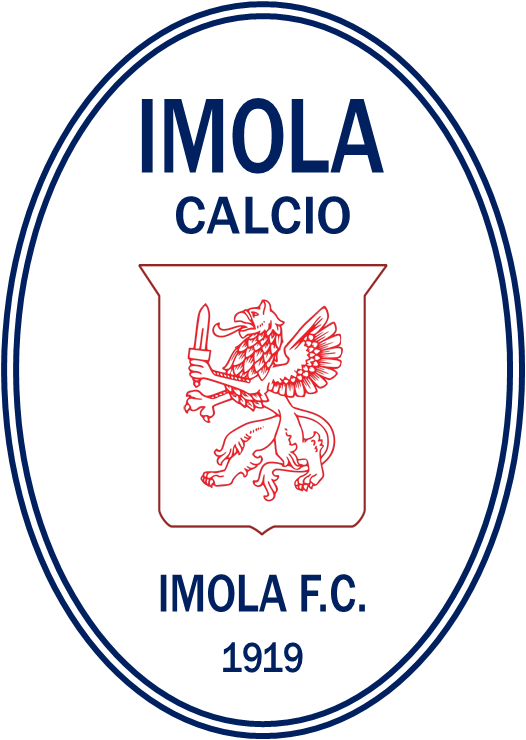
Logo negli anni 1990.

La figura dell'animale mitologico è dunque l'elemento qualificante degli stemmi che la società s'è data nel corso dei decenni.
Tra i più vecchi di cui s'abbia notizia vi è quello in uso nei primi anni 1970, ove il grifo aureo è racchiuso in uno scudetto partito di rosso e blu, recante altresì la ragione sociale a lettere stampatelle. Diversi altri stemmi segnalati nel ventennio successivo ricalcano questo cliché, con poche variazioni (il fondo rossoblù si fa talora palato, talaltra fasciato).
Una decisa variazione stilistica si segnala ai primi del terzo millennio con la nascita dell'A.C. Imolese, che adotta come stemma un doppio ancile sfalsato disposto orizzontalmente, recante a sinistra il disegno di un pallone da calcio, a destra l'immagine stilizzata del grifo "civico" (privo tuttavia della spada); la ragione sociale, a lettere stampatelle, si colloca nello spazio superiore dell'ovale.
La forma a scudetto viene ripristinata nel 2006, allorché lo stemma torna al template partito rosso-blu; la ragione sociale viene collocata in capo, in nero all'interno di una fascia bianca, mentre i cantoni dello scudo ospitano a destra il grifone (declinato in bianco, semplificato nelle linee e privo di spada) e a sinistra l'anno di fondazione dell'Imola F.C. (parimenti a cifre bianche).
Nel 2013, poco dopo l'arrivo alla presidenza di Lorenzo Spagnoli, quest'ultimo stemma viene ammodernato: lo scudo viene dotato di uno spesso bordo argenteo, la resa grafica diviene tridimensionale e le parti testuali vengono rese più evidenti (la ragione sociale in particolare viene riscritta in typeface Impact).

## Strutture

### Stadio

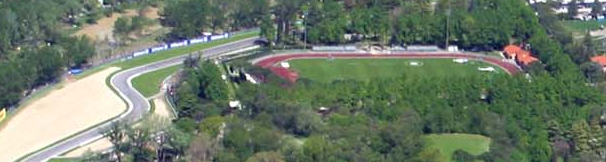
Lo stadio visto dall'alto.

Dopo aver adottato nei primi anni d'esistenza vari campi a carattere posticcio ubicati in varie zone della città di Imola, dal 1925 la squadra rossoblù gioca le proprie partite interne allo stadio Romeo Galli, presso il parco delle Acque Minerali; capace di circa 4 000 posti totali (dei quali 1 560 - tutti a sedere - omologati per le manifestazioni calcistiche), dispone di un campo erboso misurante 105x56 metri ed è dotato di pista d'atletica leggera. Caratteristica peculiare dello stadio è l'avere gli spogliatoi e i locali tecnici (ivi compresa una palestra) collocati in un edificio indipendente sito sul lato est del complesso.
All'inizio della stagione 2020-2021, per consentire l'esecuzione di alcuni lavori d'adeguamento, l'Imolese ha momentaneamente adottato come campo interno lo stadio Gavagnin-Nocini di Verona.

### Centro di allenamento
Le selezioni societarie sostengono le sedute di allenamento presso il centro sportivo Corso Bacchilega (intitolato alla memoria di un giornalista, politico e partigiano imolese), ubicato in località Pedagna, alla periferia sud-occidentale di Imola.
Gestito in coabitazione con l'Imola Rugby e coi Ravens Imola (rispettivamente i club cittadini rugbistico e di football americano), il centro dispone di quattro campi erbosi regolamentari (due dei quali illuminati e uno dotato di due tribune), uno in erba sintetica di ridotte dimensioni (pensato per la categoria Pulcini) e quattro campi sintetici per il calcio a 5; si aggiungono poi i due campi erbosi non attrezzati del limitrofo "parco dell'amicizia". Ad essi si affiancano alcuni edifici ospitanti spogliatoi, locali tecnici, foresterie, palestre e la sede amministrativa dell'Imolese, che negli anni 2010 si è fatto carico di ristrutturare e ampliare le aree di propria pertinenza.

## Società

### Organigramma societario
In carica al 26 novembre 2022:
- Giuseppe Deni - Patron
- Vincenzo Gibiino - Presidente onorario
- Francesco Coppa - Presidente
- Carmelo Callari - Amministratore delegato
- Gaetano Cutrufo - Vicepresidente
- Sandro Di Benedetto - Vicepresidente
- Luigi Conte - Direttore generale
- Francesco Filippazzo - Segretario generale
- Giuseppe Cammarata - Responsabile area tecnica
- Riccardo Baccega - Team manager
- Chiara Maurizi - Segretaria settore giovanile
- Raffaella Bon - Responsabile comunicazione
- Manuela Salici - Responsabile marketing
- Violeta Mariana Mangeac - Responsabile marketing estero e osservatrice

### Sponsor
Di seguito la cronologia conosciuta dei fornitori tecnici e degli sponsor ufficiali del club imolese.
| Cronologia degli sponsor tecnici - fino agli anni 1990 ? - anni 1990-2002 Virma - 2002-2006 Diadora - 2006-2013 Legea - 2013-2017 HS Football - 2017-2021 Erreà - 2021- Ready Sport | Cronologia degli sponsor ufficiali - fino agli anni 1990 ? - anni 1990 Executive Group International - anni 1990-2000 ? - 2000-2003 MA Group - 2003-2006 Micro-Vett - 2006-2014 Arredoquattro, Fabbi Imola - 2014-2018 Arredoquattro, Fabbi Imola, Emiliana Restauri - 2018-2019 Arredoquattro, NG Biliardi, Emiliana Restauri, Kaos - 2019- Arredoquattro |

### Settore femminile
Dal 2019 l'Imolese gestisce, insieme all'Associazione Calcio Osteria Grande di Castel San Pietro Terme, un settore giovanile dedicato alle ragazze, basato in parte al centro sportivo Bacchilega e dall'altra all'impianto castellano Ferrante Ungarelli.

## Allenatori e presidenti
Di seguito la cronologia degli allenatori e dei presidenti.
- 1919-1935 ...
- 1935-1936 Inattiva
- 1936-1940 ...
- 1940-1941  Mario Gianni
- 1941-1942 ...
- 1942-1943  Afro De Pietri
- 1943-1944 ...
- 1944-1945 Inattiva
- 1945-1949 ...
- 1949-1950  Amedeo Biavati
- 1950-1969 ...
- 1969-1970  Ivo Fiorentini
- 1970-1971  Giuliano Tagliasacchi
- 1971-1972  Leo Zavatti (1ª-20ª)
 Walter Gardelli (21ª-38ª)
- 1972-1973  Rodolfo Beltrandi
- 1973-1978 ...
- 1978-1979  Giuseppe Grassotti
- 1979-1981  Giuseppe Vavassori
- 1981-1988 ...
- 1988-1989  Loris Galli
 Dino Panzanato
- 1989-1990  Paolo Dal Fiume
- 1990-1991  Paolo Dal Fiume
 Giancarlo Magrini
- 1991-1992  Giancarlo Magrini
 Dino Panzanato
 Giuseppe Bezzi
- 1992-1995  Vilmer Ferri
- 1995-1996  Vilmer Ferri (1ª-4ª)
 Vittorio Spimi (5ª-38ª e play-out)
- 1996-1997  Franco Cresci
- 1997-1998  Luigi Pasetti
- 1998-2000  Nevio Valdifiori
- 2000-2001  Nevio Valdifiori (1ª-24ª)
 Salvatore Bianchetti (25ª-34ª)
- 2001-2002  Salvatore Bianchetti
- 2002-2003  Salvatore Bianchetti (1ª-17ª)
 Cristiano Bergodi (18ª-34ª e play-out)
- 2003-2004  Romeo Azzali (1ª-32ª)
 Giorgio Rumignani (33ª-34ª e play-out)
- 2004-2005  Angelo Alessio
- 2005-2007  Marco Menghi
- 2007-2008  Davide Tentoni
- 2008-2009  Marco Menghi (1ª-?)
 Pietro Assennato (?-34ª)
- 2009-2010  Pietro Assennato (1ª-?)
 Maurizio Barattoni (?-32ª)
- 2010-2012  Gianfranco Casolini
- 2012-2014  Franco Farneti
- 2014-2015  Attilio Bardi
- 2015-2016  Guido Pagliuca
- 2016-2017  Francesco Baldini
- 2017-2018  Massimo Gadda
- 2018-2019  Alessio Dionisi
- 2019-2020  Federico Coppitelli (1ª-6ª)
 Gianluca Atzori (7ª-27ª)
 Roberto Cevoli (play-out)
- 2020-2021  Roberto Cevoli (1ª-16ª)
 Pasquale Catalano (17ª-35ª)
 Lorenzo Mezzetti (36ª-38ª e play-out)
- 2021-2022  Gaetano Fontana
- 2022-2023  Mauro Antonioli (1ª-15ª)
 Giuseppe Anastasi (16ª-27ª)
 Mauro Antonioli (28ª-38ª)
- 2023-  Gianni D'Amore

- 1919-1935 ...
- 1935-1936 Inattiva
- 1936-1940 ...
- 1940-1943  Carlo Tartaglia
- 1943-1944 ...
- 1944-1945 Inattiva
- 1945-1969 ...
- 1969-1971  Celso Resta
- 1971-1972  Franco Resta
- 1972-1975 ...
- 1975-1985  Graziano Bassi
- 1985-1995 ...
- 1995-2000  Silvano Passerini
- 2000-2001  Federico Tassinari
- 2001-2003  Sergio Morini
- 2003-2005  Nicola Di Matteo
- 2005-2008 Carica vacante
- 2008-2010  Mauro Lelli
- 2010-2013  Gaetano di Gioia
- 2013-2021  Lorenzo Spagnoli
- 2021-2022  Antonio De Sarlo
- 2022-2023  Francesco Coppa
- 2023-  Sandro di Benedetto

## Palmarès

### Competizioni interregionali
- Serie D: 1

1968-1969 (girone D)
- Campionato Interregionale: 1

1989-1990 (girone F)
- Campionato Nazionale Dilettanti: 1

1998-1999 (girone D)

### Competizioni regionali
- Eccellenza: 1

1993-1994 (girone B)
- Promozione: 4

1948-1949 (girone G), 1974-1975 (girone A), 1987-1988 (girone A), 2006-2007 (girone D)
- Campionato Dilettanti: 1

1958-1959 (girone B)
- Coppa Italia Dilettanti Emilia-Romagna: 2

1992-1993, 1993-1994

### Competizioni giovanili
- Gallini World Cup: 1

2016 (Under-13)

## Statistiche e record

### Partecipazione ai campionati
| Livello | Categoria                       | Partecipazioni | Debutto   | Ultima stagione | Totale |
| ------- | ------------------------------- | -------------- | --------- | --------------- | ------ |
| 3º      | Serie C                         | 15             | 1940-1941 | 2022-2023       | 15     |
| 4º      | Promozione                      | 2              | 1948-1949 | 1950-1951       | 30     |
| 4º      | Serie D                         | 22             | 1959-1960 | 2025-2026       | 30     |
| 4º      | Serie C2                        | 6              | 1999-2000 | 2004-2005       | 30     |
| 5º      | Serie D                         | 4              | 1978-1979 | 2013-2014       | 14     |
| 5º      | Campionato Interregionale       | 6              | 1981-1982 | 1991-1992       | 14     |
| 5º      | Campionato Nazionale Dilettanti | 4              | 1994-1995 | 1998-1999       | 14     |

### Partecipazione alle coppe
| Competizione            | Partecipazioni | Debutto   | Ultima stagione | Totale |
| ----------------------- | -------------- | --------- | --------------- | ------ |
| Coppa Italia            | 5              | 1926-1927 | 2019-2020       | 5      |
| Coppa Italia Serie C    | 10             | 1995-1996 | 2021-2022       | 10     |
| Coppa Italia Serie D    | 8              | 2013-2014 | 2025-2026       | 8      |
| Poule Scudetto          | 1              | 1998-1999 | 1998-1999       | 1      |
| Trofeo Jacinto          | 1              | 1989-1990 | 1989-1990       | 1      |
| Coppa Italia Dilettanti | 1              | 1992-1993 | 1992-1993       | 1      |

## Tifoseria

### Storia
Complice la storia del club, lungamente dipanatasi nelle divisioni dilettantistiche e con complessivamente poche apparizioni in terza serie, i tifosi al seguito dell'Imolese sono discontinui e contenuti nei numeri: a titolo d'esempio, nella stagione 2018-2019 (di gran lunga la più vittoriosa nella storia rossoblù), le presenze medie allo stadio Romeo Galli per le gare interne dell'Imolese sono state pari a 546 unità, con un picco massimo di circa 1200.
A lungo non è de facto esistito un tifo organizzato santernino: esso ha avuto origine nei primi anni 1990 con la fondazione del gruppo Irriducibili, che pur con i limiti dovuti alla scarsa tradizione sportiva pregressa e alle vicissitudini della società (in particolare il contraccolpo della transizione tra la "vecchia" e la "nuova" Imolese, che tra il 2004 e il 2008 vede il calcio cittadino passare dal professionismo al dilettantismo) è riuscito a resistere e a consolidarsi.
Le crescenti fortune della squadra, che dal 2013 in poi ha risalito i campionati passando in tempi brevi dall'Eccellenza alla Serie C, hanno via via accresciuto il pubblico che presenzia alle partite (durante le quali sono comparsi - specie nella cosiddetta "curva nord" dello stadio Romeo Galli - altri striscioni con sigle quali Orgoglio Imolese, Ultras e Gioventù Imolese). Nell'estate 2019 i tifosi si sono altresì federati nell'associazione Club Imolese ci siamo sempre.

### Gemellaggi e rivalità
Non sono segnalati rapporti di amicizia, mentre tra le rivalità risultano particolarmente sentite dalla piazza imolese le partite contro squadre corregionali (per le quali la stampa tende a usare la qualifica di derby): particolarmente sentita è quella contro il Castel San Pietro, ove in alcune circostanze i rispettivi collettivi hanno dato luogo a tafferugli e scontri fisici; seguono poi Forlì, Ravenna e Rimini.

## Altre attività
Dal 2015 l'Imolese gestisce una propria sezione di calcio a 5, che partecipa ai campionati FIGC sia con le giovanili (under-19 e under-17) che con una prima squadra, la quale ha esordito in Serie D nella stagione 2015-2016 ed è arrivata già nel 2019 a militare in Serie A2.
Sede delle gare interne della prima squadra è la palestra Cavina, in via Boccaccio, mentre le giovanili sono basate al palasport della vicina Mordano.